# Ndoc Gjetja
Ndoc Gjetja (ur. 9 marca 1944 w Bërdicë, zm. 7 czerwca 2010 w Tiranie) – albański poeta.

## Życiorys
W wieku 7 lat wraz z rodzicami przeprowadził się do Tirany. Od 1982 do 1995 roku pełnił funkcję redaktora naczelnego czasopisma Skena dhe ekrani, po którego zamknięciu przeniósł się do Lezhy.

## Poezje[1][2][3]
- Rrezatim (1971)
- Shqiponja rreh krahët (1975)
- Qëndresa (1977)
- E përditshme (1982)
- Çaste (1984)
- Poezi (1987)
- Kthimet (1991)
- Dhjata ime (1998)

## Życie prywatne
Miał syna, który zmarł w 1997 roku.